# Almar von Wistinghausen
Almar Johann Christian Jakob von Wistinghausen (* 22. März 1904 in Reval; † 17. April 1989 in Bad Liebenzell) war Diplomlandwirt und als solcher Gründer mehrerer biologisch-dynamischer Initiativen. Er war ein Aktivist der Demeter-Bewegung und Förderer der biologisch-dynamischen Arbeit.

## Leben
Almar von Wistinghausen besuchte bis 1918 in Reval die Ritter- und Domschule, danach übersiedelte die Familie nach Beelitz bei Berlin. In Potsdam schloss er seine Schulausbildung ab. Er begann in Berlin ein Landwirtschaftsstudium, setzte dieses in Breslau fort und schloss es mit dem Diplom für Landwirtschaft und Saatzucht ab. Sein Bruder Kurt vermittelte ihm die Teilnahme an einem landwirtschaftlichen Kurs bei dem Anthroposophen Rudolf Steiner. Danach war er als wissenschaftlicher Assistent an der Universität Breslau beschäftigt. Ab 1926 arbeitete er mit Erhard Bartsch in Gosen auf einem biologisch-dynamischen Gut. Gemeinsam gaben sie die Monatszeitschrift „Mitteilungen des Landwirtschaftlichen Versuchsringes der Anthroposophischen Gesellschaft“ heraus. Bartsch und Wistinghausen übernahmen 1927 das Gut Marienhöhe bei Bad Saarow und führten es zum „Zentrum der biologisch-dynamischen Bewegung“.
1931 übernahm von Wistinghausen die Verwaltung der Bonin’schen Güter Bottschow und Wildenhagen, die circa 30 Kilometer östlich von Frankfurt an der Oder lagen. 1939/40 wurde er zum Kriegsdienst einberufen und gleich darauf freigestellt. Er pachtete 1942 das Rittergut Markersdorf bei Zittau und wurde 1945 vertrieben. Die Familie lebte nun in Berlin und von Wistinghausen wurde 1946 Abteilungsleiter für Saatgutvermehrung bei der Hauptgenossenschaft Kurmark, Berlin und Brandenburg.
Durch die erneute Unterstützung seines Bruders Kurt zog die Familie 1951 nach Württemberg, wo er die größte Dichte biologisch-dynamischer Höfe aufbaute. Unter seiner Leitung entstanden im Land Baden-Württemberg und Rheinland-Pfalz 22 Arbeitsgruppen, die Beratungen für die biologisch-dynamische Landwirtschaft anboten. 1952 baute er mit Erwin Jaus die Dementer-Arbeit auf und gründete 1954 den Demeter-Bund e.V., deren Vorsitz er 1965 übertragen bekam. Somit weitete er die Arbeit des Demeter-Bundes in den Niederlanden aus und hielt Vorträge in Italien, Frankreich und Österreich. 1962 erwarb er ein ehemaliges Bauernhaus in Schafhausen bei Weil der Stadt. 1970 gründete er mit Udo Renzenbrink den Arbeitskreis für Ernährungsforschung, dessen Aufgabe darin bestand, durch Forschung, Rundbriefe und Informationen die Verarbeitung und Verwendung biologisch-dynamisch erzeugter Produkte zu fördern.
Für seine Verdienste wurde von Wistinghausen 1988 mit der „Verdienstmedaille des Verdienstordens der Bundesrepublik Deutschland“ ausgezeichnet.

## Herkunft und Familie
Almar v. W. stammte aus der baltisch-deutschen Adelsfamilie von Wistinghausen, die seit der Mitte des 17. Jahrhunderts in Reval ansässig war. Sein Vater war der leitende Chirurg und praktische Arzt am Städtischen Krankenhaus von Reval Reinhold von Wistinghausen (1863–1939), der mit Elisabeth von Ramm (* 1863) verheiratet war. Almar war das vierte Kind des Ehepaares. Sein Bruder war Kurt von Wistinghausen (1901–1986). Almar heiratete Inge Marie von Bonin (* 1908 in Grabow; † 1988). Ihre beiden Söhne Eckard und Christian von Wistinghausen waren ebenfalls erfolgreich in der biologisch-dynamischen Landwirtschaft tätig:
- Christian von Wistinghausen (1933–2008) hatte an der Universität Hohenheim Landwirtschaft studiert, er war mit einer der Pioniere des biologisch-dynamischen Landbaus und hatte zahlreiche Publikationen vorgelegt.[3]
- Eckard von Wistinghausen (* 27. Juni 1937) studierte Landwirtschaft. Sein Arbeitsschwerpunkt war die Getreidezüchtung, die Forschung am Boden und unter anderem der Zusammenhang der Nitratbelastung im Grundwasser mit der Landwirtschaft.[4]

## Werke
Neben zahlreichen Aufsätzen und Zeitungsartikel schrieb er mehrere Bücher:
- Der Demeter Bund e.V. – Seine Aufgaben und seine Ziele
- Erinnerungen an den Anfang der biologisch-dynamischen Wirtschaftsweise, Darmstadt, 1982
- Ernährung und Landwirtschaft, Bad Liebenzell, 1985
- Leguminosen. Eine Pflanzenfamilie hilft der biologisch-dynamischen Landwirtschaft
- Wir haben es gewagt. Lebensbericht eines Pioniers der biologisch-dynamischen Wirtschaft, Frankfurt/M., 1993